# Musca nivalis
Musca nivalis är en tvåvingeart som först beskrevs av Clas Bjerkander 1777.  Musca nivalis ingår i släktet Musca, ordningen tvåvingar, klassen egentliga insekter, fylumet leddjur och riket djur.
Artens utbredningsområde är Sverige. Inga underarter finns listade i Catalogue of Life.